# Collema coccophyllum
Collema coccophyllum är en lavart som beskrevs av Nyl. Collema coccophyllum ingår i släktet Collema och familjen Collemataceae.   Inga underarter finns listade i Catalogue of Life.